# 张天虚故居
张天虚故居，位于中国云南省昆明市呈贡区龙城街道龙街社区龙街68号，是左联作家张天虚的出生地。
故居建筑建于1890年，做东向西，占地193平方米，为四合院二层楼民居建筑，前三间临街为铺面。张天虚于1911年12月8日诞生于此。故居建筑在2008年重修后，设立为“张天虚故居纪念馆”。2011年被列为昆明市级文物保护单位。2019年2月21日，公布为第八批云南省文物保护单位。